# 바트라코톡신
바트라코톡신(batrachotoxin, BTX)은 대표적으로 독화살개구리, 그리고 그 외에 일부 딱정벌레와 조류에서 발견되는 매우 강한 심장독성과 신경독성을 지닌 스테로이드성 알칼로이드이다.

## 같이 보기
- 테트로도톡신